# Corleone
Corleone ist eine Stadt in der Metropolitanstadt Palermo in der Region Sizilien in Italien mit 10.279 Einwohnern (Stand 31. Dezember 2023). 

## Geografie
Corleone liegt an einem Pass der Monti Sicani, etwa 30 km südlich von Palermo und etwa 60 km nordwestlich von Agrigent. Die Gemeinde gehört folgenden Verbänden und Organisationen an: Regione Agraria n. 1 – Montagna interna – Montagna di Corleone; Patto Territoriale Alto Belice Corleonese. Ortsteile sind Ficuzza (11,41 km), Giardinello und Imbriaca di Corleone.
Die Nachbargemeinden sind Bisacquino, Campofelice di Fitalia, Campofiorito, Chiusa Sclafani, Contessa Entellina, Godrano, Mezzojuso, Monreale, Palazzo Adriano, Prizzi und Roccamena. Nachdem der Bahnverkehr nach Corleone 1959 eingestellt wurde, ist die Stadt heute nur noch auf der Straße zu erreichen.

## Geschichte

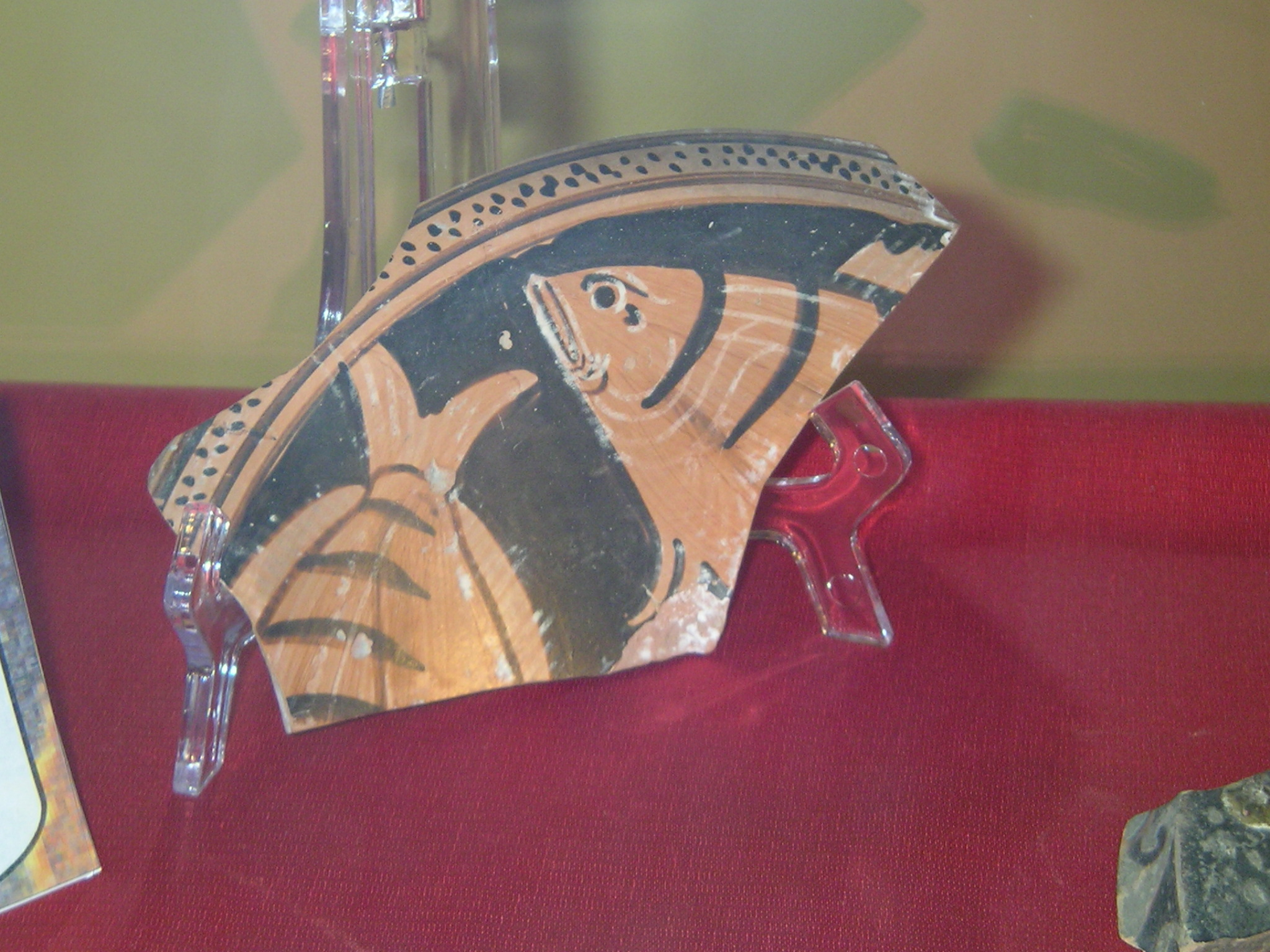
Keramikfragment im Museo Rizzo, 4. Jh. v. Chr.

Corleone hat eine lange antike Geschichte, die bis ins 7. Jahrhundert v. Chr. zurückreicht. Unter römischer Herrschaft hieß die Stadt Animosa Civitas. Durch seine strategisch bedeutende Lage auf halber Strecke der Hauptstraße von Palermo nach Agrigent war Corleone ein wichtiger Stützpunkt für die Herrscher Siziliens.
840 wurde Corleone von den Arabern, 1072 von den Normannen erobert, die alle arabischen Bauwerke zerstörten, um christliche Bauten zu errichten. Im 13. Jahrhundert blühte die Stadt auf und wurde zum wichtigsten landwirtschaftlichen Zentrum Siziliens. Um die Mitte des 13. Jahrhunderts erfolgte unter der Führung von Oddone de Camerana aus Brescia eine Zuwanderung von Lombarden aus dem Gebiet zwischen Tortona und dem Oltrepò pavese, die sich in Corleone niederließen.
Gemeinsam mit Palermo schloss die Stadt ein Bündnis gegen die Herrschaft Karls I. von Anjou und setzte sich für die Unabhängigkeit Siziliens ein. Seit der Sizilianischen Vesper im Jahr 1282 symbolisieren die Farben Rot und Gelb der Flagge Siziliens diese beiden Städte.
Im 17. Jahrhundert verarmte die Bevölkerung auf Grund der erdrückenden Steuerlasten der spanischen Herrscher und die Stadt verlor immer mehr an Bedeutung. 1893 gründete Bernardino Verro die sozialistischen Fasci siciliani im Ort, den die Mafia 1915 als ersten Gewerkschafter wegen seiner Landreformforderungen ermordete. Im 20. Jahrhundert geriet Corleone durch die Machenschaften der Mafia immer wieder in den Mittelpunkt des öffentlichen Interesses.

### Wappen
Das Wappen von Corleone wurde am 30. Oktober 1929 mit folgender Blasonierung genehmigt:
«Di rosso al leone d'oro, tenente con la branca anteriore destra un cuore ardente al naturale. Lo scudo sarà fregiato dalla corona di Comune. Motto: Animosa Civitas Corleonis»
Übersetzung:
„In Rot ein steigender goldener Löwe, mit der rechten vorderen Pranke ein Herz haltend, welches natürlich brennt. Auf dem Schild ruht die Gemeindenkrone. Wahlspruch: ‚Animosa Civitas Corleonis‘“.

## Sehenswürdigkeiten

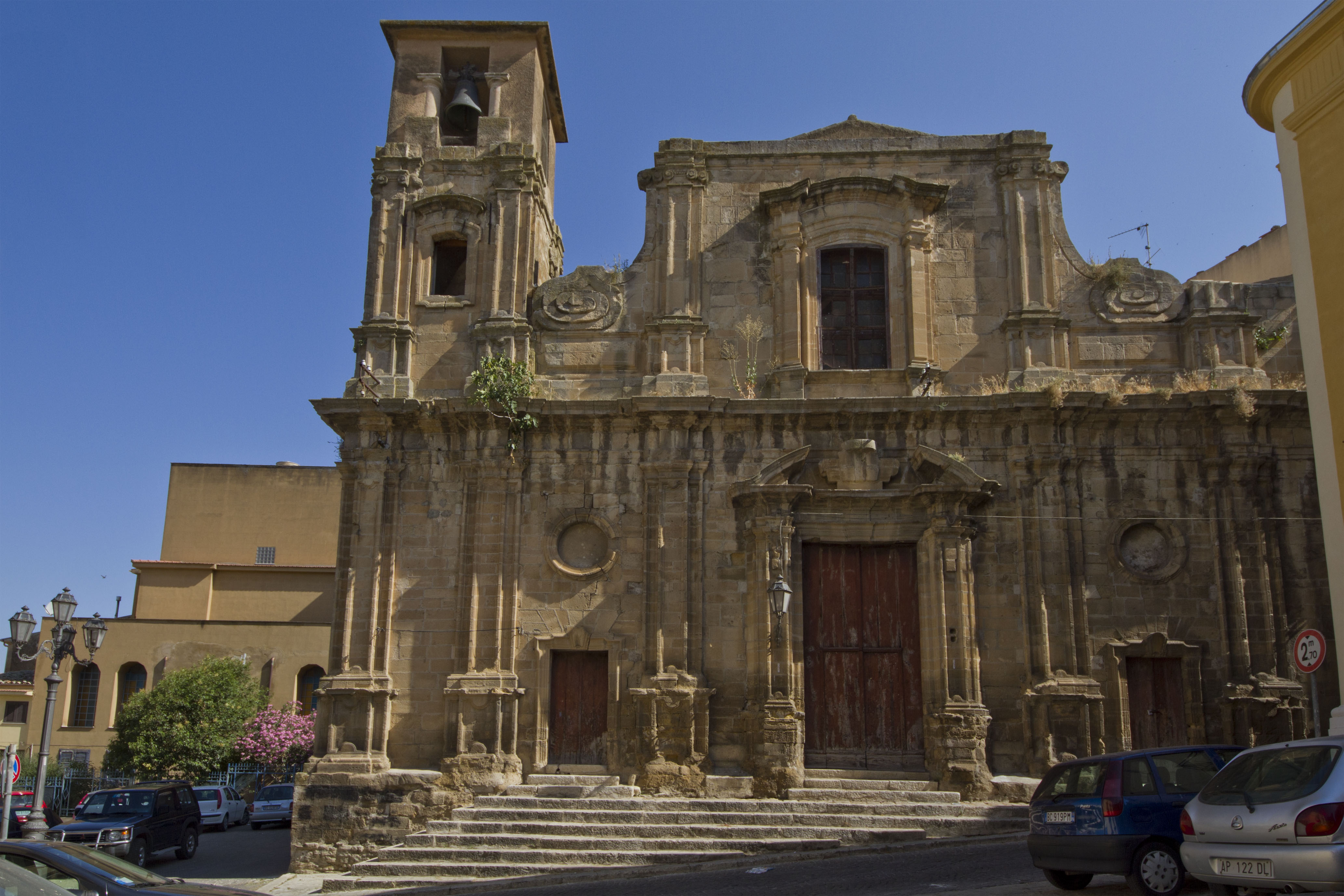
Parrocchia S. Rosalia

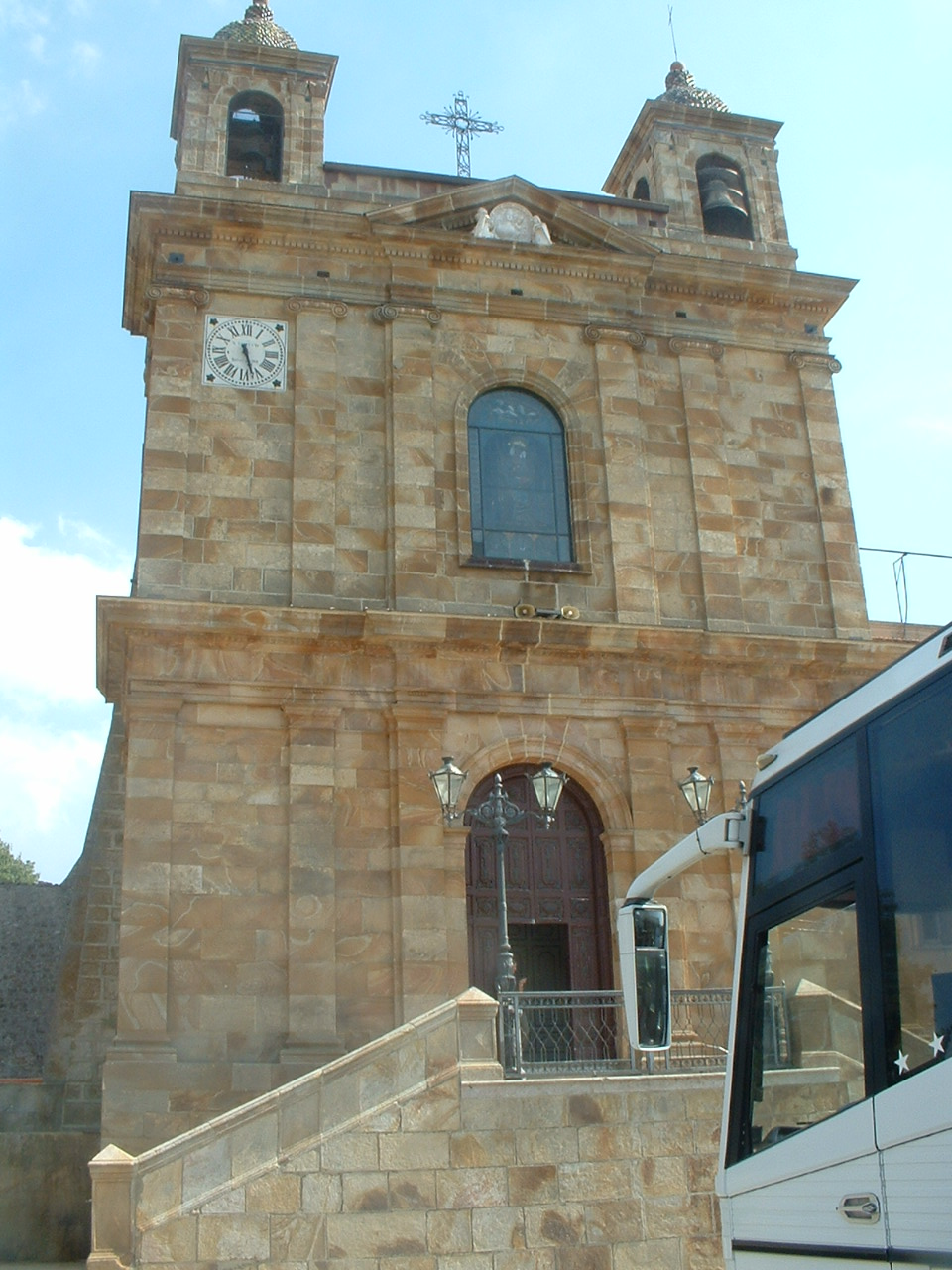
Santuario della Madonna del Rosario di Tagliavia

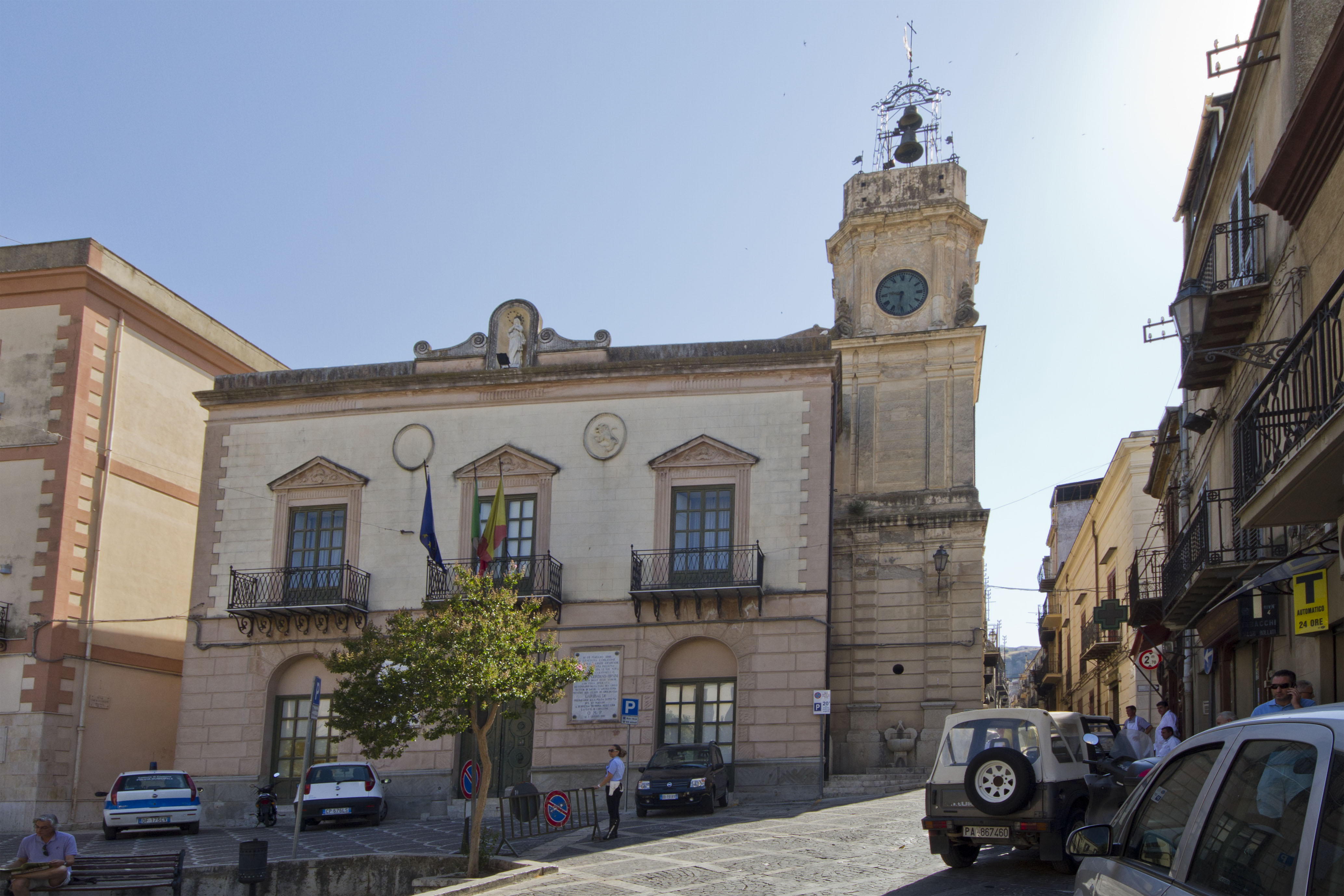
Palazzo Comunale

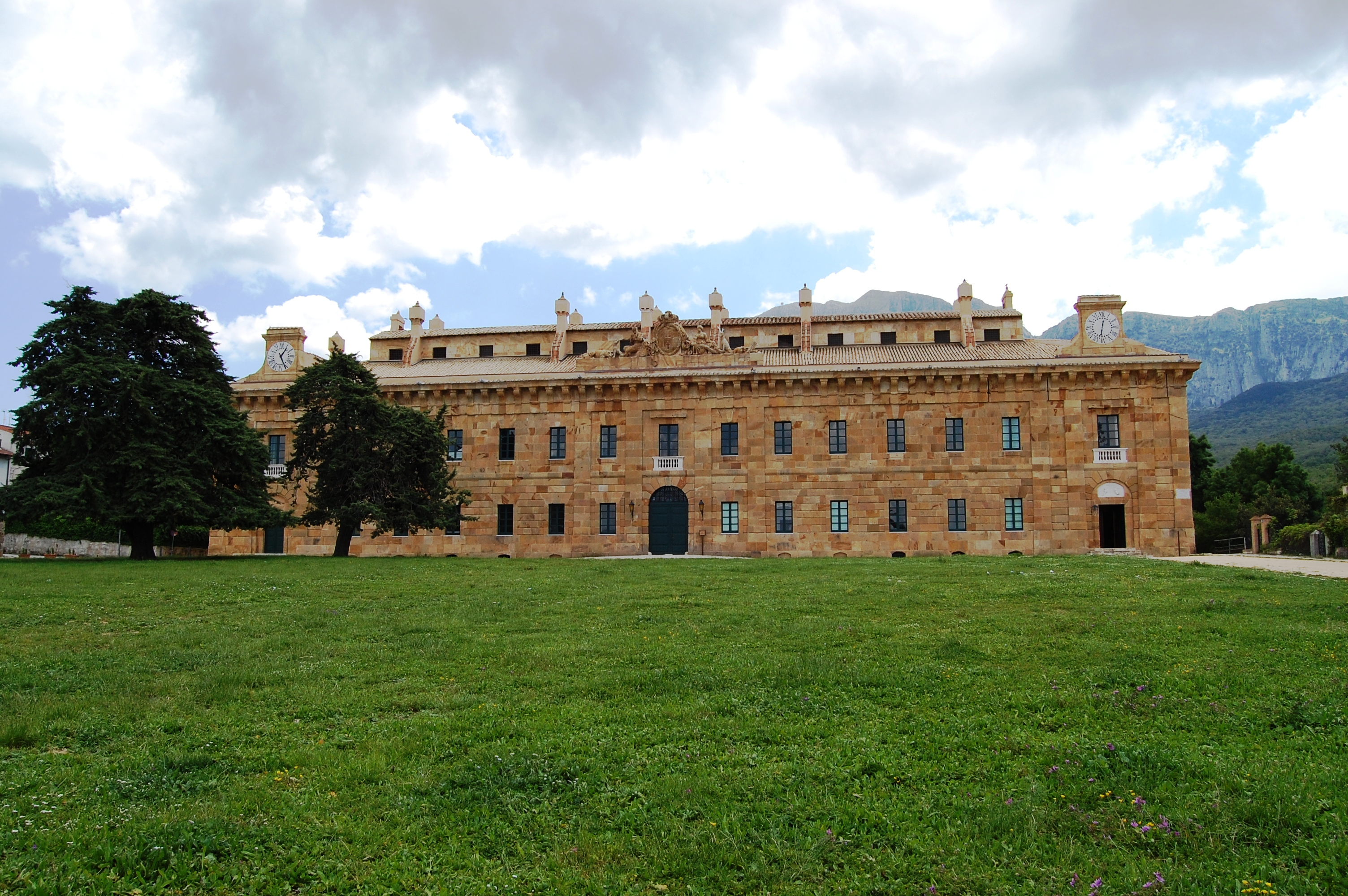
Königspalast in Ficuzza

Corleone wird auch die Stadt der 100 Kirchen genannt. Dazu zählen folgende Kirchen:
- Sant´Agostino und San Domenico aus dem Jahre 1547.
- Pfarrkirche San Martino: Das Baujahr ist unbekannt. Die Kirche wurde mehrmals erweitert, zuletzt im 18. Jahrhundert. Im Inneren der Kirche befinden sich zahlreiche Statuen, unter anderem eine Statue des Heiligen Sebastians und eine Madonnengruppe aus dem 17. Jahrhundert.
- SS. Addolorata di Corleone: die Kirche wurde 1749 fertiggestellt und hat einen elliptischen Grundriss.
- Sant’ Andrea: die Kirche stammt aus dem 14. Jahrhundert.
- San Salvatore: Kloster und Kirche wurden 1737 fertiggestellt.

Weitere Sehenswürdigkeiten:
- Rathaus an der Piazza Garibaldi: Der Uhrenturm stammt aus dem 18. Jahrhundert
- Auf den beiden Felsen, die die Umgebung Corleones prägen, befinden sich die Ruine des Soprano-Kastells und das Sottano-Kastell, ehemals ein bourbonisches Gefängnis, in dem sich seit 1960 ein Franziskanerkloster befindet.
- Museo Pippo Rizzo: Es zeigt Funde archäologischer Ausgrabungen aus der Gegend um Corleone. Die Pietra Miliare aus dem Jahre 252 v. Chr. ist einer der wertvollsten Schätze der Sammlung. Sehenswert sind auch die Reste eines römischen Mosaiks aus dem 1. Jahrhundert n. Chr.
- Das Museo Anti-Mafia wurde 2001 eröffnet. Es zeigt vorwiegend Fotomaterial und Dokumente.

## Persönlichkeiten
- Bernardo da Corleone (1605–1667), heiliger Kapuziner
- Girolamo da Corleone (1639–1717), Kapuzinerbruder
- Giuseppe Vasi (1710–1782), Vedutenstecher und Grafiker
- Placido Rizzotto (1914–1948), Gewerkschaftsführer und Widerstandskämpfer
- Salvatore Pacino, Vater von Al Pacino (* 1940), der vor der Geburt des Sohnes nach New York auswanderte
- Franco Merli (1956–2025), Filmschauspieler

## Mafia
In der Gegend von Corleone bildete sich ein Clan der sizilianischen Cosa Nostra, dessen Mitglieder Corleonesi bezeichnet werden.
In Corleone geborene Bosse der Corleonesi:
- Michele Navarra (1905–1958)
- Luciano Liggio (1925–1993)
- Salvatore Riina (1930–2017)
- Bernardo Provenzano (1933–2016)
- Leoluca Bagarella (* 1942)

Im Kampf um die Macht in der Stadt Corleone wurden nach dem Zweiten Weltkrieg an die 300 Morde im Auftrag des Clans begangen.
Am 11. April 2006 wurde Bernardo Provenzano (Beiname „Der Traktor“) nach über 40 Jahren auf der Flucht in der Nähe von Corleone festgenommen. Die Stadt erklärte daraufhin den 11. April zum Gemeindefeiertag und benannte eine Straße um in Via 11 Aprile („Straße des 11. April“).